# Italia en el Festival de la Canción de Eurovisión 2022
Italia participó en el LXVI Festival de la Canción de Eurovisión, que se celebró en Turín, Italia del 10 al 14 de mayo de 2022. La RAI, radiodifusora encargada de la participación italiana dentro del festival, se encargó de organizar el festival tras su tercera victoria en el concurso, con Måneskin y la canción «Zitti e buoni». Italia decidió mantener el sistema de elección de los últimos años, con el cual la RAI invita al ganador del prestigioso Festival de San Remo a representar al país dentro del festival de Eurovisión. El festival celebrado del 1 al 5 de febrero de 2022, dio como ganador al duo de Mahmood & Blanco, y la canción «Brividi», compuesta por ellos mismos junto a Michele Zocca "Michelangelo". El duo fue confirmado poco después de la realización de la final de San Remo como el participante italiano en Eurovisión.
Italia, con calidad de anfitrión y miembro de los «Big Five», estuvo clasificada a la gran final. Tras su victoria en el festival de San Remo Mahmood & Blanco rápidamente se han colocado como uno de los máximos favoritos para ganar el concurso dentro de las casas de apuestas. Tras la realización de las semifinales y los ensayos para la gran final Italia pasó del 2° lugar de las apuestas al 4°, cayendo a la 5ª posición durante la transmisión de la final.
Finalmente, en la gran final realizada el 14 de mayo, Italia consiguió su noveno Top 10 desde 2011 tras posicionarse en 6° lugar con 268 puntos, producto de la votación del jurado profesional (158 puntos) y del televoto (110 puntos).

## Historia de Italia en el Festival
Italia es uno de los países fundadores del festival, debutando en 1956. Desde entonces el país ha concursado en 46 ocasiones, siendo uno de los países más exitosos del concurso, posicionándose hasta 34 veces dentro de los mejores 10 de la competencia. Italia ha logrado vencer en tres ocasiones el festival: la primera, en 1964, con Gigliola Cinquetti y la canción "Non ho l'età". La segunda vez sucedió en 1990, gracias a la canción "Insieme: 1992" de Toto Cutugno. La victoria más reciente es la de Måneskin con el tema rock "Zitti e buoni". Recientemente, el país se ausentó durante un gran periodo de tiempo del festival, desde 1998, hasta 2011, sin embargo, desde su regreso se ha convertido en uno de los países con los mejores resultados en los últimos años, posicionándose en 8 ocasiones dentro del Top 10 en las últimas 10 ediciones.
En 2021, los ganadores del Festival de San Remo 2021 Måneskin, lograron la victoria del concurso con 524 puntos, con el tema «Zitti e buoni».

## Representante para Eurovisión

### Festival de San Remo 2022
El Festival de San Remo de 2022, será la 72° edición del prestigioso festival italiano. Italia confirmó su participación en el Festival de Eurovisión 2022 tras confirmar la organización del concurso al ganar el festival del 2021. Italia mantendrá su método tradicional utilizado desde 2015, con el cual la RAI invita al ganador de la sección Campioni del Festival de San Remo a participar también en el Festival de Eurovisión. En el caso de una negativa (como la ocurrida en 2016), la RAI podrá invitar a otro artista. La competencia está prevista para celebrarse del 1 al 5 de febrero de 2022, con la participación de 25 intérpretes: 22 artistas consagrados y 3 provenientes de la competencia Giovani.
La final del festival, tuvo lugar el 5 de febrero, con la realización de 2 rondas. En la primera, los 25 finalistas interpretaron sus canciones, siendo sometidos a votación, compuesta por un panel de un jurado compuesto por 1000 fanes que votaban bajo un sistema electrónico (33%), la votación de la sala de prensa (33%) y la votación del público (34%). 3 artistas fueron seleccionados para la segunda ronda: Elisa, Gianni Morandi y Mahmood & Blanco. En la segunda ronda, los 3 cantantes se sometieron a una votación a partes iguales entre el jurado demoscópico, la sala de prensa y el público, siendo declarado ganador el duo de Mahmood & Blanco con la canción «Brividi», tras obtener una media de 51.80% de los votos. Esa misma noche, el duo aceptó la invitación de la RAI, con lo cual se convertirán en los 47° representantes italianos en el festival eurovisivo.
| N.º | Artista          | Canción               | Sala de Prensa | Jurado Demoscópico | Televoto | Lugar | Media  |
| --- | ---------------- | --------------------- | -------------- | ------------------ | -------- | ----- | ------ |
| 1   | Elisa            | «O forse sei tu»      | 2° lugar       | 2° lugar           | 21.90%   | 2     | 26.30% |
| 2   | Gianni Morandi   | «Apri tutte le porte» | 3° lugar       | 3° lugar           | 23.80%   | 3     | 21.90% |
| 3   | Mahmood & Blanco | «Brividi»             | 1° lugar       | 1° lugar           | 54.30%   | 1     | 51.80% |

## En Eurovisión
Italia, al ser uno de los países pertenecientes al Big Five y el país anfitrión del evento, estuvo clasificada automáticamente a la final del 14 de mayo, junto al resto del Big Five: Alemania, España, Francia y el Reino Unido. El sorteo realizado el 25 de enero de 2022, determinó que el país, tendría que transmitir y votar en la primera semifinal.
Los comentarios para Italia corrieron por Gabriele Corsi, Cristiano Malgioglio y Carolina Di Domenico en la transmisión por televisión, mientras que la transmisión por radio fue comentada por Ema Stokholma, Gino Castaldo y Saverio Raimondo. La portavoz de la votación del jurado profesional italiano por segunda ocasión consecutiva fue la presentadora y propia comentarista del concurso Carolina Di Domenico.

### Final
Italia tomó parte de los primeros ensayos los días 5 y 7 de mayo, así como de los ensayos generales con vestuario de la primera semifinal los días 9 y 10 de mayo y de la final los días 13 y 14 de mayo. El ensayo general de la tarde del 13 fue tomado en cuenta por los jurados profesionales para emitir sus votos, que representaron el 50% de los puntos. Italia fue el único país que sorteó su posición de presentación en la final, por ser el país anfitrión. El sorteo definió que Italia actuara en la posición 9. Una vez conocidos todos los finalistas, los productores del show decidieron el orden de actuación del resto de los finalistas, actuando el país por delante de Armenia y por detrás de España.
La actuación italiana fue sencilla, con Mahmood y Blanco siendo acompañados por Michelangelo en el piano. Mahmood vistió un traje negro que contrastaba con el vestuario plateado de brillantes de Blanco. El escenario se mantuvo en penumbra con una iluminación blanca bastante puntual saliendo del arco del escenario. Durante el puente de la canción, bajó una estructura secundaria de focos LED que crearon un juego de flashazos en color blanco.
Durante la votación, Italia se colocó en 7° lugar con el jurado profesional con 158 puntos, incluyendo las máximas puntuaciones de los jurados de Albania y Eslovenia. Posteriormente se anunció su puntuación en la votación del televoto: 110 puntos que la colocaron en el octavo lugar y recibiendo como máxima puntuación los 10 puntos del televoto de Malta. En la sumatoria final, Mahmood & Blanco finalizaron en 6.ª posición con 268 puntos, logrando la mejor posición para un país anfitrión desde 2016 así como el noveno Top 10 para el país transalpino en 11 participaciones desde su regreso en 2011.

### Votación

#### Puntuación a Italia

##### Final
| Jurado                                      | Jurado                                                           | Jurado                                                        | Jurado                        | Jurado                                                   |
| 12 puntos                                   | 10 puntos                                                        | 8 puntos                                                      | 7 puntos                      | 6 puntos                                                 |
| ------------------------------------------- | ---------------------------------------------------------------- | ------------------------------------------------------------- | ----------------------------- | -------------------------------------------------------- |
| - Albania - Eslovenia                       | - Armenia - Azerbaiyán - España - Estonia - Georgia - Montenegro | - Bélgica - Israel                                            | - Malta - Macedonia del Norte | - Irlanda - Islandia                                     |
| 5 puntos                                    | 4 puntos                                                         | 3 puntos                                                      | 2 puntos                      | 1 punto                                                  |
|                                             | - Croacia - Lituania - Polonia - Rumania                         | - Australia - Austria - San Marino                            | - Finlandia - Suiza           | - Bulgaria - Chipre - Grecia                             |
| Televoto                                    |                                                                  |                                                               |                               |                                                          |
| 12 puntos                                   | 10 puntos                                                        | 8 puntos                                                      | 7 puntos                      | 6 puntos                                                 |
|                                             | - Malta                                                          | - Albania - Suiza                                             | - Grecia                      | - Croacia - Eslovenia - Macedonia del Norte - Montenegro |
| 5 puntos                                    | 4 puntos                                                         | 3 puntos                                                      | 2 puntos                      | 1 punto                                                  |
| - Azerbaiyán - Chipre - España - San Marino | - Bélgica - Rumania - Serbia                                     | - Alemania - Austria - Francia - Israel - Lituania - Portugal | - Bulgaria                    | - Australia                                              |

#### Votación realizada por Italia
| Puntos    | Jurado       | Televoto     |
| --------- | ------------ | ------------ |
| 12 puntos | Grecia       | Ucrania      |
| 10 puntos | Países Bajos | Moldavia     |
| 8 puntos  | Armenia      | Albania      |
| 7 puntos  | Ucrania      | Armenia      |
| 6 puntos  | Suiza        | Portugal     |
| 5 puntos  | Moldavia     | Noruega      |
| 4 puntos  | Croacia      | Países Bajos |
| 3 puntos  | Austria      | Grecia       |
| 2 puntos  | Lituania     | Austria      |
| 1 punto   | Letonia      | Lituania     |

| Puntos    | Jurado       | Televoto     |
| --------- | ------------ | ------------ |
| 12 puntos | Países Bajos | Ucrania      |
| 10 puntos | Grecia       | Moldavia     |
| 8 puntos  | Armenia      | Rumania      |
| 7 puntos  | Bélgica      | Serbia       |
| 6 puntos  | Reino Unido  | Reino Unido  |
| 5 puntos  | Moldavia     | Suecia       |
| 4 puntos  | Serbia       | Noruega      |
| 3 puntos  | Suiza        | Polonia      |
| 2 puntos  | Australia    | Países Bajos |
| 1 punto   | Finlandia    | Portugal     |

##### Desglose
El jurado italiano estuvo compuesto por:
- Andrea Spinelli
- Cinzia Poli
- Filippo Solibello
- Monica Agostini
- Paolo Di Gioia

| Semifinal 1 | Semifinal 1  | Semifinal 1 | Semifinal 1 | Semifinal 1 | Semifinal 1 | Semifinal 1 | Semifinal 1 | Semifinal 1 | Semifinal 1 | Semifinal 1 |
| N.º         | País         | Jurado      | Jurado      | Jurado      | Jurado      | Jurado      | Jurado      | Jurado      | Televoto    | Televoto    |
| N.º         | País         | Jurado A    | Jurado B    | Jurado C    | Jurado D    | Jurado E    | Ranking     | Puntos      | Ranking     | Puntos      |
| ----------- | ------------ | ----------- | ----------- | ----------- | ----------- | ----------- | ----------- | ----------- | ----------- | ----------- |
| 01          | Albania      | 11          | 11          | 5           | 17          | 11          | 14          |             | 3           | 8           |
| 02          | Letonia      | 10          | 17          | 15          | 2           | 17          | 10          | 1           | 11          |             |
| 03          | Lituania     | 12          | 15          | 4           | 15          | 5           | 9           | 2           | 10          | 1           |
| 04          | Suiza        | 4           | 2           | 16          | 7           | 6           | 5           | 6           | 13          |             |
| 05          | Eslovenia    | 17          | 9           | 17          | 3           | 16          | 12          |             | 17          |             |
| 06          | Ucrania      | 7           | 3           | 3           | 8           | 7           | 4           | 7           | 1           | 12          |
| 07          | Bulgaria     | 6           | 8           | 10          | 16          | 15          | 15          |             | 16          |             |
| 08          | Países Bajos | 2           | 4           | 2           | 5           | 8           | 2           | 10          | 7           | 4           |
| 09          | Moldavia     | 9           | 7           | 1           | 6           | 9           | 6           | 5           | 2           | 10          |
| 10          | Portugal     | 3           | 12          | 13          | 11          | 14          | 11          |             | 5           | 6           |
| 11          | Croacia      | 14          | 16          | 7           | 4           | 4           | 7           | 4           | 14          |             |
| 12          | Dinamarca    | 16          | 6           | 11          | 12          | 12          | 17          |             | 12          |             |
| 13          | Austria      | 13          | 10          | 9           | 10          | 3           | 8           | 3           | 9           | 2           |
| 14          | Islandia     | 15          | 5           | 14          | 14          | 10          | 16          |             | 15          |             |
| 15          | Grecia       | 1           | 1           | 8           | 13          | 1           | 1           | 12          | 8           | 3           |
| 16          | Noruega      | 5           | 13          | 12          | 9           | 13          | 13          |             | 6           | 5           |
| 17          | Armenia      | 8           | 14          | 6           | 1           | 2           | 3           | 8           | 4           | 7           |

| Final | Final           | Final                      | Final                      | Final                      | Final                      | Final                      | Final                      | Final                      | Final                      | Final                      |
| N.º   | País            | Jurado                     | Jurado                     | Jurado                     | Jurado                     | Jurado                     | Jurado                     | Jurado                     | Televoto                   | Televoto                   |
| N.º   | País            | Jurado A                   | Jurado B                   | Jurado C                   | Jurado D                   | Jurado E                   | Ranking                    | Puntos                     | Ranking                    | Puntos                     |
| ----- | --------------- | -------------------------- | -------------------------- | -------------------------- | -------------------------- | -------------------------- | -------------------------- | -------------------------- | -------------------------- | -------------------------- |
| 01    | República Checa | 20                         | 10                         | 11                         | 10                         | 17                         | 15                         |                            | 23                         |                            |
| 02    | Rumania         | 22                         | 24                         | 16                         | 24                         | 22                         | 24                         |                            | 3                          | 8                          |
| 03    | Portugal        | 6                          | 17                         | 12                         | 8                          | 14                         | 12                         |                            | 10                         | 1                          |
| 04    | Finlandia       | 7                          | 22                         | 4                          | 11                         | 10                         | 10                         | 1                          | 15                         |                            |
| 05    | Suiza           | 8                          | 9                          | 15                         | 4                          | 7                          | 8                          | 3                          | 20                         |                            |
| 06    | Francia         | 11                         | 21                         | 21                         | 14                         | 23                         | 20                         |                            | 22                         |                            |
| 07    | Noruega         | 21                         | 19                         | 13                         | 9                          | 12                         | 16                         |                            | 7                          | 4                          |
| 08    | Armenia         | 5                          | 23                         | 3                          | 2                          | 2                          | 3                          | 8                          | 11                         |                            |
| 09    | Italia          | -------------------------- | -------------------------- | -------------------------- | -------------------------- | -------------------------- | -------------------------- | -------------------------- | -------------------------- | -------------------------- |
| 10    | España          | 19                         | 8                          | 20                         | 13                         | 24                         | 18                         |                            | 12                         |                            |
| 11    | Países Bajos    | 2                          | 11                         | 1                          | 3                          | 4                          | 1                          | 12                         | 9                          | 2                          |
| 12    | Ucrania         | 15                         | 7                          | 8                          | 17                         | 9                          | 11                         |                            | 1                          | 12                         |
| 13    | Alemania        | 16                         | 16                         | 10                         | 12                         | 16                         | 17                         |                            | 18                         |                            |
| 14    | Lituania        | 12                         | 20                         | 5                          | 16                         | 15                         | 14                         |                            | 13                         |                            |
| 15    | Azerbaiyán      | 18                         | 14                         | 24                         | 20                         | 13                         | 22                         |                            | 16                         |                            |
| 16    | Bélgica         | 17                         | 2                          | 6                          | 1                          | 6                          | 4                          | 7                          | 17                         |                            |
| 17    | Grecia          | 1                          | 3                          | 7                          | 15                         | 1                          | 2                          | 10                         | 14                         |                            |
| 18    | Islandia        | 13                         | 15                         | 18                         | 21                         | 19                         | 21                         |                            | 24                         |                            |
| 19    | Moldavia        | 14                         | 6                          | 2                          | 5                          | 5                          | 6                          | 5                          | 2                          | 10                         |
| 20    | Suecia          | 4                          | 12                         | 19                         | 18                         | 20                         | 13                         |                            | 6                          | 5                          |
| 21    | Australia       | 24                         | 4                          | 17                         | 22                         | 3                          | 9                          | 2                          | 21                         |                            |
| 22    | Reino Unido     | 3                          | 1                          | 14                         | 7                          | 11                         | 5                          | 6                          | 5                          | 6                          |
| 23    | Polonia         | 10                         | 13                         | 23                         | 19                         | 21                         | 19                         |                            | 8                          | 3                          |
| 24    | Serbia          | 9                          | 5                          | 9                          | 6                          | 8                          | 7                          | 4                          | 4                          | 7                          |
| 25    | Estonia         | 23                         | 18                         | 22                         | 23                         | 18                         | 23                         |                            | 19                         |                            |